# City of Maribyrnong
City of Maribyrnong är en kommun i Australien. Den ligger i delstaten Victoria, nära delstatshuvudstaden Melbourne. Antalet invånare är 79 302.
Följande samhällen finns i Maribyrnong:
- Yarraville
- Footscray
- West Footscray
- Maribyrnong
- Braybrook
- Maidstone
- Seddon
- Kingsville

Runt Maribyrnong är det i huvudsak tätbebyggt. Genomsnittlig årsnederbörd är 971 millimeter. Den regnigaste månaden är juni, med i genomsnitt 115 mm nederbörd, och den torraste är januari, med 34 mm nederbörd.